# Lijst van Tweede Kamerleden 1850-1852
Lijst van Tweede Kamerleden 1850-1852 geeft een overzicht van de leden van de Nederlandse Tweede Kamer in de periode tussen de algemene verkiezingen van 1850 en de periodieke verkiezingen van 1852. De zittingsperiode van de Tweede Kamer ging in op 7 oktober 1850 en eindigde op 19 september 1852.
De Tweede Kamer telde 68 leden, die gekozen werden in 38 districten. Zij werden gekozen voor een termijn van vier jaar; om de twee jaar werd de helft van de Tweede Kamer vernieuwd.
| Naam                                     | groepering                | district         | begindatum       | einddatum         | refs   |
| ---------------------------------------- | ------------------------- | ---------------- | ---------------- | ----------------- | ------ |
| Dirk van Akerlaken                       | liberalen                 | Hoorn            | 7 oktober 1850   | 26-04-1853 [ d ]  | [ 2 ]  |
| Sebastiaan Anemaet                       | thorbeckianen             | Zierikzee        | 7 oktober 1850   | 19 september 1852 | [ 3 ]  |
| Philip Bachiene                          | thorbeckianen             | Goes             | 7 oktober 1850   | 26-04-1853 [ d ]  | [ 4 ]  |
| Cornelis Backer                          | gematigde liberalen       | Amsterdam        | 7 oktober 1850   | 14 oktober 1850   | [ 5 ]  |
| Jean Baud                                | conservatieven            | Rotterdam        | 12 oktober 1850  | 26-04-1853 [ d ]  | [ 6 ]  |
| Jan Bieruma Oosting                      | conservatieven            | Leeuwarden       | 12 mei 1852      | 26-04-1853 [ d ]  | [ 7 ]  |
| Steven Blaupot ten Cate                  | liberalen                 | Groningen        | 5 november 1851  | 26-04-1853 [ d ]  | [ 8 ]  |
| Pieter Blussé van Oud-Alblas             | thorbeckianen             | Dordrecht        | 7 oktober 1850   | 19 september 1852 | [ 9 ]  |
| Willem Boreel van Hogelanden             | gematigde liberalen       | 's-Gravenhage    | 7 oktober 1850   | 19 september 1852 | [ 10 ] |
| Eduardus Borret                          | conservatief-katholieken  | Maastricht       | 7 oktober 1850   | 19 september 1852 | [ 11 ] |
| Johannes Bots                            | thorbeckianen             | Eindhoven        | 7 oktober 1850   | 19 september 1852 | [ 12 ] |
| Isaäc ter Bruggen Hugenholtz             | thorbeckianen             | Dokkum           | 7 oktober 1850   | 19 september 1852 | [ 13 ] |
| Edmond van Dam van Isselt                | liberalen                 | Tiel             | 7 oktober 1850   | 19 september 1852 | [ 14 ] |
| Jacob Dirks                              | conservatieven            | Leeuwarden       | 7 oktober 1850   | 19 september 1852 | [ 15 ] |
| Gustaaf Dommer van Poldersveldt          | conservatief-katholieken  | Nijmegen         | 7 oktober 1850   | 19 september 1852 | [ 16 ] |
| Elisa van Doorn                          | conservatieven            | Utrecht          | 7 oktober 1850   | 26-04-1853 [ d ]  | [ 17 ] |
| Willem Dullert                           | thorbeckianen             | Zutphen          | 7 oktober 1850   | 26-04-1853 [ d ]  | [ 18 ] |
| Albertus Duymaer van Twist               | liberalen                 | Steenwijk        | 7 oktober 1850   | 21 januari 1851   | [ 19 ] |
| Daniël van Eck                           | thorbeckianen             | Middelburg       | 7 oktober 1850   | 26-04-1853 [ d ]  | [ 20 ] |
| Adriaan Engelen                          | liberalen                 | Amersfoort       | 7 oktober 1850   | 19 september 1852 | [ 21 ] |
| Johannes de Fremery                      | thorbeckianen             | Steenwijk        | 11 maart 1851    | 26-04-1853 [ d ]  | [ 22 ] |
| Daniël Gevers van Endegeest              | conservatieven            | Leiden           | 7 oktober 1850   | 19 september 1852 | [ 23 ] |
| Michel Godefroi                          | gematigde liberalen       | Amsterdam        | 7 oktober 1850   | 19 september 1852 | [ 24 ] |
| Jan van Goltstein                        | conservatief-liberalen    | Utrecht          | 7 oktober 1850   | 19 september 1852 | [ 25 ] |
| Paulus Gouverneur                        | conservatief-liberalen    | Tilburg          | 18 februari 1851 | 30 december 1851  | [ 26 ] |
| Paulus Gouverneur                        | conservatief-liberalen    | Tilburg          | 10 maart 1852    | 19 september 1852 | [ 26 ] |
| Guillaume Groen van Prinsterer           | antirevolutionairen       | Zwolle           | 7 oktober 1850   | 19 september 1852 | [ 27 ] |
| Floris van Hall                          | gematigde liberalen       | Amsterdam        | 7 oktober 1850   | 19 september 1852 | [ 28 ] |
| Willem van Hasselt                       | liberalen                 | Hoorn            | 7 oktober 1850   | 26 maart 1852     | [ 29 ] |
| Jan Heemskerk                            | thorbeckianen             | Amsterdam        | 7 oktober 1850   | 26-04-1853 [ d ]  | [ 30 ] |
| Louis van Heiden Reinestein              | conservatieven            | Assen            | 7 oktober 1850   | 26-04-1853 [ d ]  | [ 31 ] |
| Johannes van der Heijde                  | liberalen                 | Eindhoven        | 7 oktober 1850   | 26-04-1853 [ d ]  | [ 32 ] |
| Johannes Hengst                          | liberalen                 | Boxmeer          | 7 oktober 1850   | 26-04-1853 [ d ]  | [ 33 ] |
| Wolter van Hoëvell                       | thorbeckianen             | Almelo           | 7 oktober 1850   | 19 september 1852 | [ 34 ] |
| Mari Hoffmann                            | conservatief-protestanten | Rotterdam        | 7 oktober 1850   | 19 september 1852 | [ 35 ] |
| Herman Huguenin                          | liberalen                 | Sneek            | 7 oktober 1850   | 19 september 1852 | [ 36 ] |
| Franciscus Jespers                       | thorbeckianen             | Tilburg          | 7 oktober 1850   | 26-04-1853 [ d ]  | [ 37 ] |
| Anne Jongstra                            | thorbeckianen             | Sneek            | 7 oktober 1850   | 26-04-1853 [ d ]  | [ 38 ] |
| Charles de Limpens                       | liberalen                 | Maastricht       | 9 december 1850  | 26-04-1853 [ d ]  | [ 39 ] |
| Gijsbertus van der Linden                | thorbeckianen             | Gouda            | 7 oktober 1850   | 19 september 1852 | [ 40 ] |
| Pieter de Lom de Berg                    | conservatief-katholieken  | Roermond         | 7 oktober 1850   | 19 september 1852 | [ 41 ] |
| Johannes Lotsy                           | liberalen                 | Dordrecht        | 7 oktober 1850   | 13 mei 1852       | [ 42 ] |
| Johannes Luyben                          | conservatief-katholieken  | 's-Hertogenbosch | 7 oktober 1850   | 26-04-1853 [ d ]  | [ 43 ] |
| Willem van Lynden                        | antirevolutionairen       | Arnhem           | 22 oktober 1850  | 26-04-1853 [ d ]  | [ 44 ] |
| Æneas Mackay                             | antirevolutionairen       | Arnhem           | 14 oktober 1850  | 19 september 1852 | [ 45 ] |
| Maximiliaan de Man                       | liberalen                 | Almelo           | 14 oktober 1850  | 26-04-1853 [ d ]  | [ 46 ] |
| Karel Meeussen                           | thorbeckianen             | Breda            | 7 oktober 1850   | 26-04-1853 [ d ]  | [ 47 ] |
| Leonard Metman                           | liberalen                 | Gouda            | 7 oktober 1850   | 26-04-1853 [ d ]  | [ 48 ] |
| Samuel de Moraaz                         | thorbeckianen             | Alkmaar          | 7 oktober 1850   | 26-04-1853 [ d ]  | [ 49 ] |
| Jacobus Mutsaers                         | conservatief-katholieken  | Tilburg          | 7 oktober 1850   | 15 november 1850  | [ 50 ] |
| Asser van Nierop                         | thorbeckianen             | Hoorn            | 12 mei 1852      | 19 september 1852 | [ 51 ] |
| Joannes van Nispen van Sevenaer          | liberalen                 | Nijmegen         | 7 oktober 1850   | 26-04-1853 [ d ]  | [ 52 ] |
| Johannes de Poorter                      | thorbeckianen             | 's-Hertogenbosch | 14 oktober 1850  | 19 september 1852 | [ 53 ] |
| Karel Poortman                           | thorbeckianen             | Delft            | 7 oktober 1850   | 19 september 1852 | [ 54 ] |
| Hendrik Provó Kluit                      | liberalen                 | Amsterdam        | 16 november 1850 | 26-04-1853 [ d ]  | [ 55 ] |
| Gerrit de Raadt                          | liberalen                 | Dordrecht        | 5 juli 1852      | 26-04-1853 [ d ]  | [ 56 ] |
| Geert Reinders                           | liberalen                 | Zuidhorn         | 7 oktober 1850   | 19 september 1852 | [ 57 ] |
| Cornelis Schiffer                        | conservatieven            | Gorinchem        | 7 oktober 1850   | 26-04-1853 [ d ]  | [ 58 ] |
| Pieter Schooneveld                       | liberalen                 | 's-Gravenhage    | 7 oktober 1850   | 26-04-1853 [ d ]  | [ 59 ] |
| Jan Slicher van Domburg                  | conservatief-liberalen    | Middelburg       | 7 oktober 1850   | 19 september 1852 | [ 60 ] |
| Bartholomeus Sloet tot Oldhuis           | thorbeckianen             | Zwolle           | 7 oktober 1850   | 26-04-1853 [ d ]  | [ 61 ] |
| Hendrik Smit                             | liberalen                 | Alkmaar          | 7 oktober 1850   | 19 september 1852 | [ 62 ] |
| Harm Stolte                              | conservatieven            | Amsterdam        | 7 oktober 1850   | 19 september 1852 | [ 63 ] |
| Lambertus Storm                          | thorbeckianen             | Breda            | 7 oktober 1850   | 19 september 1852 | [ 64 ] |
| Carel Storm van 's Gravesande            | conservatief-liberalen    | Deventer         | 7 oktober 1850   | 26-04-1853 [ d ]  | [ 65 ] |
| Pieter Taets van Amerongen tot Natewisch | conservatieven            | Leiden           | 7 oktober 1850   | 26-04-1853 [ d ]  | [ 66 ] |
| Petrus van der Veen                      | conservatief-liberalen    | Assen            | 7 oktober 1850   | 19 september 1852 | [ 67 ] |
| Willem van Voorst                        | conservatief-liberalen    | Haarlem          | 7 oktober 1850   | 19 september 1852 | [ 68 ] |
| Simon van Walchren                       | conservatief-liberalen    | Amersfoort       | 7 oktober 1850   | 26-04-1853 [ d ]  | [ 69 ] |
| Rembertus Westerhoff                     | thorbeckianen             | Appingedam       | 7 oktober 1850   | 19 september 1852 | [ 70 ] |
| Berend Wichers                           | thorbeckianen             | Groningen        | 7 oktober 1850   | 22 september 1851 | [ 71 ] |
| Willem Wintgens                          | conservatief-liberalen    | Delft            | 7 oktober 1850   | 26-04-1853 [ d ]  | [ 72 ] |
| Johan van Wylick                         | liberalen                 | Roermond         | 7 oktober 1850   | 26-04-1853 [ d ]  | [ 73 ] |
| Adolph Ypeij                             | liberalen                 | Leeuwarden       | 22 oktober 1850  | 19 maart 1852     | [ 74 ] |
| Jan Zijlker                              | thorbeckianen             | Appingedam       | 7 oktober 1850   | 26-04-1853 [ d ]  | [ 75 ] |
| Jacob van Zuylen van Nijevelt            | thorbeckianen             | Zutphen          | 7 oktober 1850   | 19 september 1852 | [ 76 ] |